# Alicia Pillay
Alicia Pillay (født 24. marts 1980 i Pietermaritzburg, Sydafrika) er en kvindelig professionel tennisspiller fra Sydafrika.
Hendes højeste rangering på WTAs single-rangliste var som nummer 543, hvilket hun opnåede 8. maj 2006. I double er den bedste placering nummer 470, hvilket blev opnået 17. april 2006.